# 1re compagnie autonome de chars de combat
La 1re compagnie autonome de chars de combat (CACC) est une unité blindée des forces françaises libres. Elle soutient les opérations des FFL de 1940 à 1943.

## Historique

### Formation
La compagnie est formée à partir des chars de la 342e compagnie autonome de chars de combat revenue de Norvège en Angleterre et de 19 de ses membres. Renforcés par d'autres évadés de France qui refusent l'Armistice, ils forment la 1re compagnie autonome de chars de combat des forces françaises libres (FFL).

### Opérations en Afrique

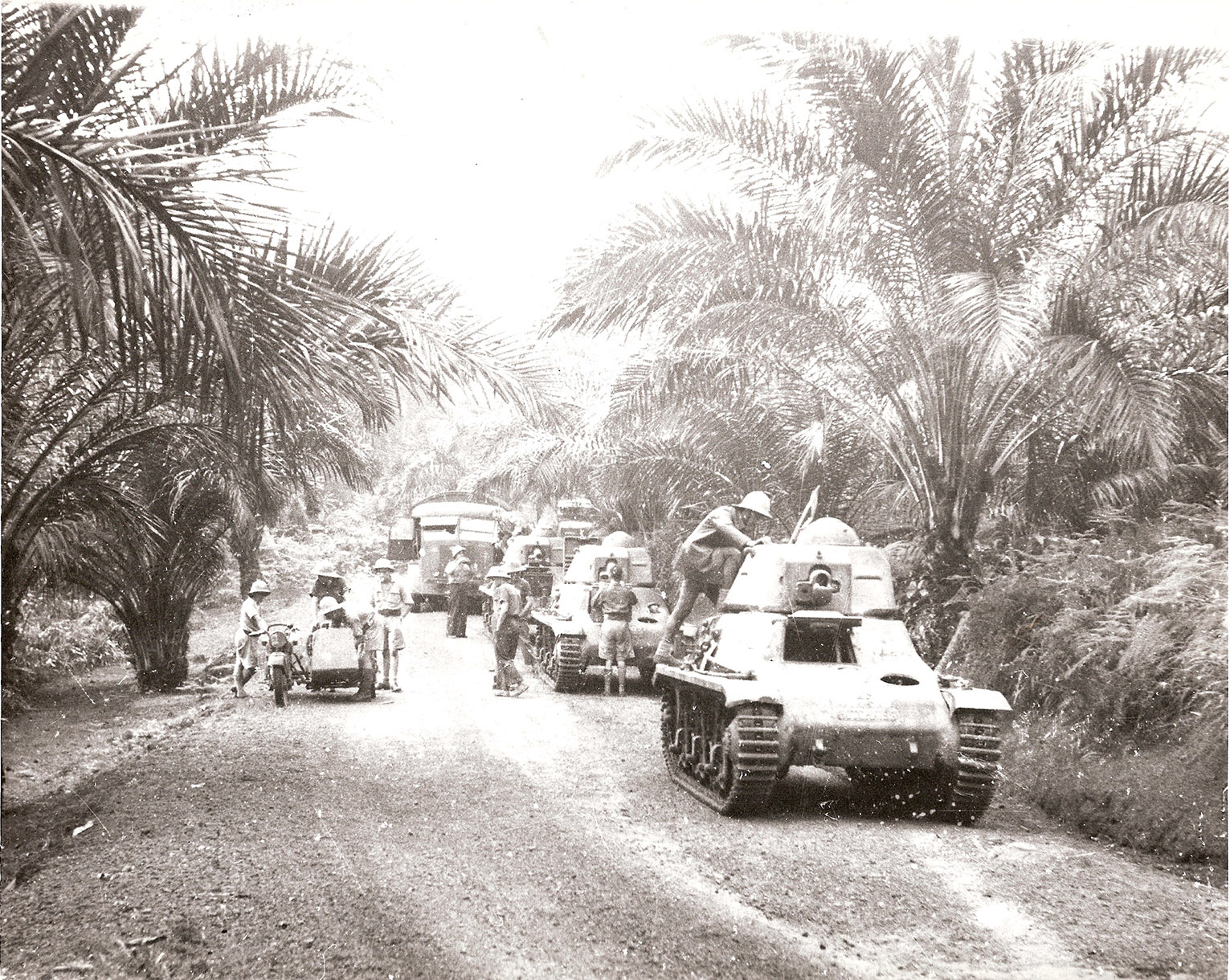
Chars H39 de la pendant la campagne du Gabon (novembre 1940).

Le 31 août, elle embarque pour Freetown au Sierra Leone. Les chars rembarquent pour débarquer le Sénégal mais la bataille de Dakar voit les FFL repoussés entre le 23 et le 25 septembre. La compagnie ne débarque pas et se dirige vers le Cameroun où elle débarque le 6 octobre à Douala. Les chars sont engagés dans la campagne du Gabon, territoire resté vichyste. Trois H39 et quelques véhicules d'accompagnements sont engagés, d'abord dans le but d’impressionner les soldats de Vichy. Ils partent en train le 17 octobre vers Mbalmayo. Les chars doivent rejoindre Libreville par Mitzic mais ils arrivent dans cette dernière ville le lendemain de la prise de la ville par les FFL. La manœuvre finale vers Libreville n'implique plus que de l'infanterie et les chars repartent vers Oyem.

### En Syrie
Elle participe à la campagne de Syrie de juin 1941. Tous ses chars étant hors service, elle est rééquipée avec des chars Renault R35, baptisés du nom des sept nains du film Blanche-Neige.

### En Afrique du Nord
En avril 1942, l'unité rejoint l'Égypte où elle est rééquipée de chars Crusader. Elle est renommée 501e compagnie de chars et forme la Free French Flying Column avec le 1er régiment de marche de spahis marocains. Au sein à la 8e armée britannique, la colonne participe à la bataille d'El Alamein. Elle prend part à la poursuite des forces de l'axe à travers la Libye et combat à Médenine en Tunisie le 6 et 7 mars 1943. Elle est ensuite rattachée à la Force L du général Leclerc et participe aux opérations dans le sud tunisien à Kairouan et au djebel Zaghouan.
Elle part au Maroc le 21 août 1943 pour former le 501e régiment de chars de combat.

## Insigne
Il présente, côte à côte, une tête de tankiste casqué et un chevalier en heaume, brochant sur une croix de Lorraine. Le tankiste forme un chiffre 1 stylisé. La présence de l'inscription chars en pointe donne « 1 Chars »,.
L'insigne est dessiné par le sous-lieutenant Tresca peu avant sa mort lors des combats de Syrie. Il est ensuite fabriqué par un artisan syrien en 150 exemplaires puis un nouveau tirage est fait au Caire.

## Personnalités ayant servi au sein de l'unité
Unité de la France libre, la Compagnie de char a compté dans ses rangs les Compagnon de la Libération suivant :
- Robert Abraham (1921-2004)
- Daniel Divry (1912-2001)
- Rodolphe Jaeger (1920-1944)
- Alexandre Krementchousky (1905-1979)
- Paul Mélis (1921-1982)
- Jean-Pierre Sartin (1917-1993)
- Albert Savary (1921-1975)
- Roger Touny (1922-1991)
- Jean Volvey (1910-1994)